# Isole Frisone Settentrionali

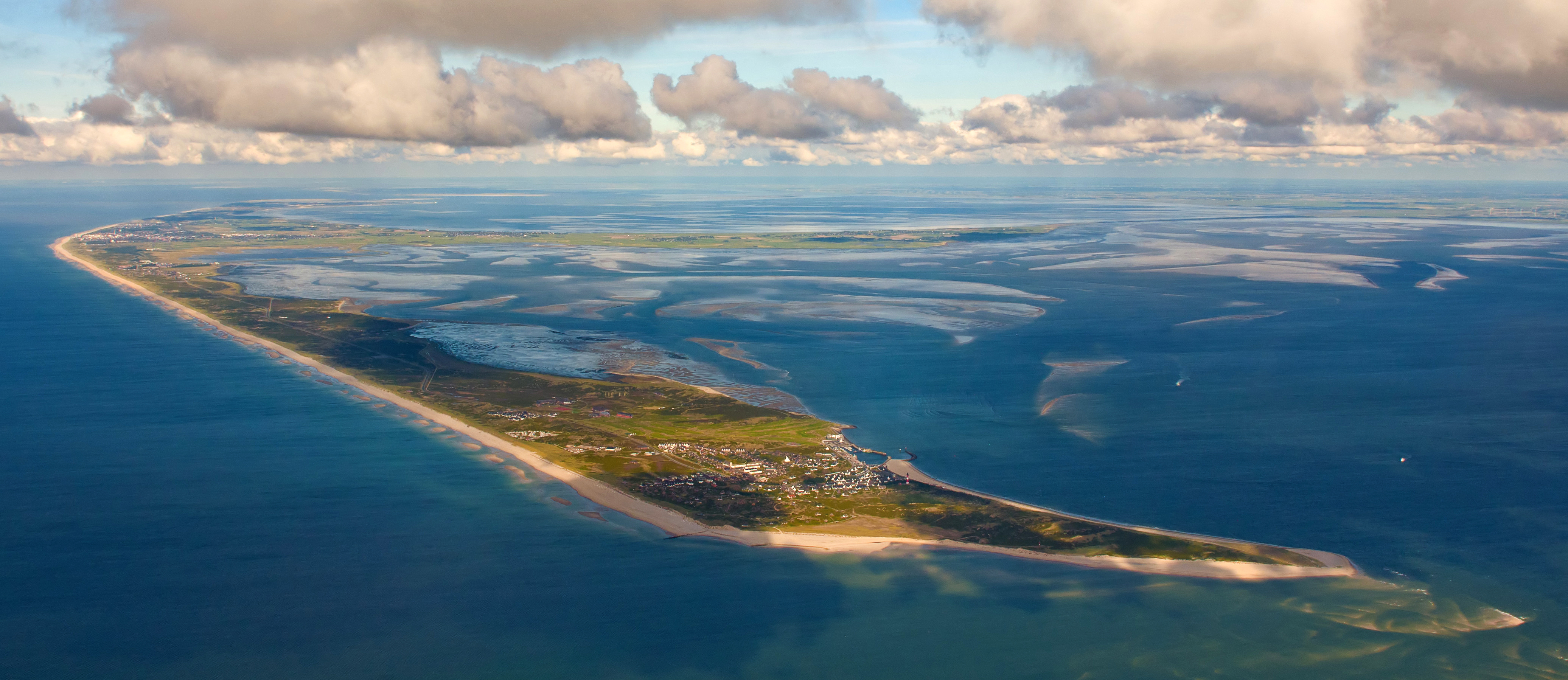
Sylt

Le isole Frisone Settentrionali sono situate a ridosso della costa occidentale dello Schleswig-Holstein (Germania) e dello Jütland (Danimarca) nel mare del Nord. Sono circondate dal parco nazionale del Wattenmeer dello Schleswig-Holstein ma non ne fanno parte.
Le isole fanno parte del circondario della Frisia Settentrionale e della provincia danese dello Sønderjyllands Amt.
Oltre alle isole vi sono alcuni isolotti non protetti da dighe chiamati Hallig (plurale Halligen).

## Formazione
Le isole e gli halligen si sono formati nel corso dei secoli dalla separazione di isole maggiori o da distacchi dalla terraferma dovuti a inondazioni in seguito a mareggiate. Per esempio le due isole di Nordstrand e Pellworm in passato erano parte di una formazione unica che in passato si chiamava Strand la cui località principale aveva il nome di Rungholt. Il 16 gennaio 1362 una devastante inondazione chiamata Grote Mandrenke (in tedesco: zweite Marcellusflut) distrusse l'isola di Strand. Una seconda inondazione nel 1634 spezzò la parte rimanente di Nordstrand formando le isole di Nordstrand, Pellworm e l'Hallig Nordstrandischmoor.

## Le isole
Da nord a sud le isole sono:
- Appartenenti alla Danimarca
  - Langli
  - Fanø (traghetto da Esbjerg)
  - Mandø (Diga transitabile con la bassa marea)
  - Rømø (Diga con strada transitabile che collega la terraferma e collegamento via nave con Sylt)
  - Jordsand (affondata nel 1999)
- Appartenenti alla Germania
  - Sylt (collegata alla terraferma via ferrovia tramite l'Hindenburgdamm)
  - Föhr
  - Amrum
  - Pellworm
- Halligen appartenenti alla Germania
  - Langeneß
  - Gröde
  - Habel
  - Hamburger Hallig (collegata tramite diga alla terraferma)
  - Hooge
  - Nordstrandischmoor
  - Norderoog
  - Süderoog
  - Südfall
- Banchi di sabbia appartenenti alla Germania
  - Japsand
  - Norderoogsand
  - Süderoogsand